# États-Unis aux Jeux olympiques d'hiver de 2014
Les États-Unis participent aux Jeux olympiques d'hiver de 2014 à Sotchi en Russie du 7 au 23 février 2014. Il s'agit de leur vingt-deuxième participation à des Jeux d'hiver.

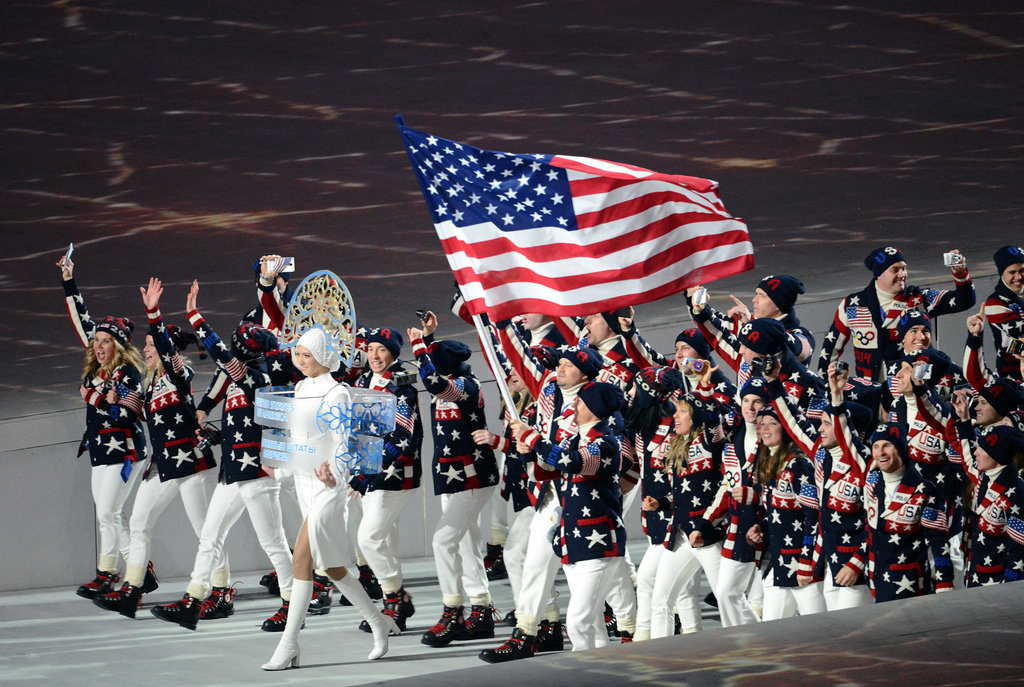
Délégation des États-Unis lors de la cérémonie d'ouverture.

## Liste des médaillés
| Sport                    | Discipline                 | Athlète(s) | Date               |                    |
| Médailles d'or : 9       | Médailles d'or : 9         | Médailles d'or : 9 | Médailles d'or : 9 | Médailles d'or : 9 |
| ------------------------ | -------------------------- | --- | ------------------ | ------------------ |
| Snowboard                | Slopestyle hommes          | Sage Kotsenburg | 8 février          |                    |
| Snowboard                | Slopestyle femmes          | Jamie Anderson | 9 février          |                    |
| Snowboard                | Half-pipe femmes           | Kaitlyn Farrington | 12 février         |                    |
| Snowboard                | Slopestyle hommes          | Joss Christensen | 13 février         |                    |
| Patinage artistique      | Danse sur glace            | Meryl Davis Charlie White | 17 février         |                    |
| Ski acrobatique          | Half-pipe hommes           | David Wise | 18 février         |                    |
| Ski acrobatique          | Half-pipe femmes           | Maddie Bowman | 20 février         |                    |
| Ski alpin                | Slalom géant hommes        | Ted Ligety | 19 février         |                    |
| Ski alpin                | Slalom femmes              | Mikaela Shiffrin | 21 février         |                    |
| Médaille d'argent : 9    |                            | |                    |                    |
| Ski acrobatique          | Slopestyle femmes          | Devin Logan | 11 février         |                    |
| Snowboard                | Slopestyle hommes          | Gus Kenworthy | 13 février         |                    |
| Skeleton                 | Femmes                     | Noelle Pikus-Pace | 14 février         |                    |
| Ski alpin                | Super G hommes             | Andrew Weibrecht | 16 février         |                    |
| Bobsleigh                | Bob à deux hommes          | Steven Holcomb Steven Langton | 17 février         |                    |
| Bobsleigh                | Bob à deux femmes          | Elana Meyers Lauryn Williams | 19 février         |                    |
| Bobsleigh                | Bob à quatre hommes        | Steven Holcomb Steven Langton Curtis Tomasevicz Christopher Fogt | 23 février         |                    |
| Hockey sur glace         | Tournoi féminin            | Kacey Bellamy Megan Bozek Alex Carpenter Julie Chu Kendall Coyne Brianna Decker Meghan Duggan Lyndsey Fry Amanda Kessel Hilary Knight Jocelyne Lamoureux Monique Lamoureux-Kolls Gigi Marvin Brianne McLaughlin Michelle Picard Josephine Pucci Molly Schaus Anne Schleper Kelli Stack Lee Stecklein Jessie Vetter | 20 février         |                    |
| Short-track              | Relais 5 000 mètres hommes | Eduardo Alvarez J.R. Celski Chris Creveling Jordan Malone | 21 février         |                    |
| Médailles de bronze : 10 |                            | |                    |                    |
| Ski acrobatique          | Bosses femmes              | Hannah Kearney | 8 février          |                    |
| Patinage artistique      | Épreuve en équipes         | Jeremy Abbott Jason Brown Marissa Castelli Meryl Davis Gracie Gold Simon Shnapir Ashley Wagner Charlie White | 9 février          |                    |
| Ski alpin                | Super combiné femmes       | Julia Mancuso | 10 février         |                    |
| Ski alpin                | Super G hommes             | Bode Miller | 16 février         |                    |
| Luge                     | Simple femmes              | Erin Hamlin | 11 février         |                    |
| Snowboard                | Half-pipe femmes           | Kelly Clark | 12 février         |                    |
| Snowboard                | Slopestyle hommes          | Nicholas Goepper | 13 février         |                    |
| Snowboard                | Cross hommes               | Alex Deibold | 18 février         |                    |
| Skeleton                 | Hommes                     | Matthew Antoine | 15 février         |                    |
| Bobsleigh                | Bob à deux femmes          | Aja Evans Jamie Greubel | 19 février         |                    |

| Sport               | Médaille d'or, Jeux olympiques | Médaille d'argent, Jeux olympiques | Médaille de bronze, Jeux olympiques | Total |
| ------------------- | ------------------------------ | ---------------------------------- | ----------------------------------- | ----- |
| Snowboard           | 4                              | 1                                  | 3                                   | 8     |
| Ski alpin           | 2                              | 1                                  | 2                                   | 5     |
| Ski acrobatique     | 2                              | 1                                  | 1                                   | 4     |
| Patinage artistique | 1                              | 0                                  | 1                                   | 2     |
| Hockey sur glace    | 1                              | 0                                  | 0                                   | 1     |
| Bobsleigh           | 0                              | 3                                  | 1                                   | 4     |
| Skeleton            | 0                              | 1                                  | 1                                   | 2     |
| Short-track         | 0                              | 1                                  | 0                                   | 1     |
| Luge                | 0                              | 0                                  | 1                                   | 1     |
| Total               | 9                              | 9                                  | 10                                  | 28    |

## Biathlon
| Athlètes                                                       | Épreuves        | Épreuves        | Total                                                                     | Total                                   | Total         | Rang |
| Athlètes                                                       | Épreuves        | Épreuves        | Temps                                                                     | Pénalités (C+D+C+D)                     | Retard        | Rang |
| -------------------------------------------------------------- | --------------- | --------------- | ------------------------------------------------------------------------- | --------------------------------------- | ------------- | ---- |
| Lowell Bailey                                                  | Individuel      | Individuel      | 50 min 57 s 4                                                             | 1 (0+1+0+0)                             | +1 min 25 s 7 | 8e   |
| Tim Burke                                                      | Individuel      | Individuel      | 54 min 21 s 2                                                             | 4 (0+2+0+2)                             | +4 min 49 s 5 | 44e  |
| Russell Currier                                                | Individuel      | Individuel      | 55 min 07 s 5                                                             | 4 (2+2+0+0)                             | +5 min 35 s 8 | 50e  |
| Leif Nordgren                                                  | Individuel      | Individuel      | 58 min 47 s 6                                                             | 6 (1+0+5+0)                             | +9 min 15 s 9 | 83e  |
| Athlètes                                                       | Épreuves        | Épreuves        | Total                                                                     | Total                                   | Total         | Rang |
| Athlètes                                                       | Épreuves        | Épreuves        | Temps                                                                     | Pénalités (C+D)                         | Retard        | Rang |
| Tim Burke                                                      | Sprint          | Sprint          | 25 min 23 s 3                                                             | 1 (0+1)                                 | +49,8         | 19e  |
| Lowell Bailey                                                  | Sprint          | Sprint          | 26 min 04 s 1                                                             | 2 (1+1)                                 | +1 min 30 s 6 | 35e  |
| Leif Nordgren                                                  | Sprint          | Sprint          | 26 min 17 s 4                                                             | 0 (0+0)                                 | +1 min 43 s 9 | 45e  |
| Russell Currier                                                | Sprint          | Sprint          | 26 min 58 s 5                                                             | 4 (4+0)                                 | +2 min 25 s 0 | 61e  |
| Athlètes                                                       | Épreuves        | Total           | Total                                                                     | Total                                   | Total         | Rang |
| Athlètes                                                       | Épreuves        | Départ          | Temps                                                                     | Pénalités (C+C+D+D)                     | Retard        | Rang |
| Tim Burke                                                      | Poursuite       | 0:50            | 35 min 37 s 0                                                             | 2 (1+0+0+1)                             | +1 min 48 s 4 | 22e  |
| Lowell Bailey                                                  | Poursuite       | 1:31            | 36 min 34 s 8                                                             | 3 (0+1+1+1)                             | +2 min 46 s 2 | 38e  |
| Leif Nordgren                                                  | Poursuite       | 1:44            | 39 min 31 s 4                                                             | 7 (3+2+1+1)                             | +5 min 42 s 8 | 53e  |
| Athlètes                                                       | Épreuves        | Épreuves        | Total                                                                     | Total                                   | Total         | Rang |
| Athlètes                                                       | Épreuves        | Épreuves        | Temps                                                                     | Pénalités (C+C+D+D)                     | Retard        | Rang |
| Tim Burke                                                      | Départ groupé   | Départ groupé   | 44 min 55 s 9                                                             | 4 (2+0+2+0)                             | +2 min 26 s 8 | 21e  |
| Lowell Bailey                                                  | Départ groupé   | Départ groupé   | 45 min 19 s 2                                                             | 5 (2+1+1+1)                             | +2 min 50 s 1 | 23e  |
| Athlètes                                                       | Épreuves        | Épreuves        | Total                                                                     | Total                                   | Total         | Rang |
| Athlètes                                                       | Épreuves        | Épreuves        | Temps                                                                     | Pénalités (C+D)                         | Retard        | Rang |
| Lowell Bailey Russell Currier Sean Doherty Leif Nordgren Total | Relais 4 × 6 km | Relais 4 × 6 km | 17 min 20 s 7 20 min 11 s 3 19 min 37 s 3 20 min 29 s 8 1 h 17 min 39 s 1 | 0+0 0+0 3+3 0+2 0+3 0+0 0+2 0+2 3+8 0+4 | +5 min 23 s 2 | 16e  |

| Athlètes                                                               | Épreuves        | Épreuves        | Total                                                                     | Total                                   | Total         | Rang |
| Athlètes                                                               | Épreuves        | Épreuves        | Temps                                                                     | Pénalités (C+D+C+D)                     | Retard        | Rang |
| ---------------------------------------------------------------------- | --------------- | --------------- | ------------------------------------------------------------------------- | --------------------------------------- | ------------- | ---- |
| Hannah Dreissigacker                                                   | Individuel      | Individuel      | 47 min 51 s 7                                                             | 2 (1+0+0+1)                             | +4 min 32 s 1 | 23e  |
| Susan Dunklee                                                          | Individuel      | Individuel      | 48 min 54 s 1                                                             | 5 (1+1+2+1)                             | +5 min 34 s 5 | 34e  |
| Sara Studebaker                                                        | Individuel      | Individuel      | 50 min 53 s 4                                                             | 4 (2+1+1+0)                             | +7 min 33 s 8 | 55e  |
| Lanny Barnes                                                           | Individuel      | Individuel      | 53 min 02 s 2                                                             | 3 (1+0+1+1)                             | +9 min 42 s 6 | 64e  |
| Athlètes                                                               | Épreuves        | Épreuves        | Total                                                                     | Total                                   | Total         | Rang |
| Athlètes                                                               | Épreuves        | Épreuves        | Temps                                                                     | Pénalités (C+D)                         | Retard        | Rang |
| Susan Dunklee                                                          | Sprint          | Sprint          | 21 min 48 s 3                                                             | 1 (0+1)                                 | +41,5         | 14e  |
| Sara Studebaker                                                        | Sprint          | Sprint          | 22 min 59 s 5                                                             | 1 (1+0)                                 | +1 min 52 s 7 | 44e  |
| Annelies Cook                                                          | Sprint          | Sprint          | 23 min 23 s 4                                                             | 2 (0+2)                                 | +2 min 16 s 6 | 53e  |
| Hannah Dreissigacker                                                   | Sprint          | Sprint          | 23 min 55 s 0                                                             | 4 (1+3)                                 | +2 min 48 s 2 | 65e  |
| Athlètes                                                               | Épreuves        | Total           | Total                                                                     | Total                                   | Total         | Rang |
| Athlètes                                                               | Épreuves        | Départ          | Temps                                                                     | Pénalités (C+C+D+D)                     | Retard        | Rang |
| Susan Dunklee                                                          | Poursuite       | 0:42            | 31 min 11 s 6                                                             | 4 (0+1+0+3)                             | +1 min 40 s 9 | 18e  |
| Sara Studebaker                                                        | Poursuite       | 1:53            | 35 min 00 s 0                                                             | 5 (3+1+0+1)                             | +5 min 29 s 3 | 51e  |
| Annelies Cook                                                          | Poursuite       | 2:17            | 36 min 20 s 9                                                             | 5 (2+1+1+1)                             | +6 min 50 s 2 | 54e  |
| Athlètes                                                               | Épreuves        | Épreuves        | Total                                                                     | Total                                   | Total         | Rang |
| Athlètes                                                               | Épreuves        | Épreuves        | Temps                                                                     | Pénalités (C+C+D+D)                     | Retard        | Rang |
| Susan Dunklee                                                          | Départ groupé   | Départ groupé   | 36 min 57 s 9                                                             | 3 (0+1+1+1)                             | +1 min 32 s 3 | 11e  |
| Athlètes                                                               | Épreuves        | Épreuves        | Total                                                                     | Total                                   | Total         | Rang |
| Athlètes                                                               | Épreuves        | Épreuves        | Temps                                                                     | Pénalités (C+D)                         | Retard        | Rang |
| Susan Dunklee Hannah Dreissigacker Sara Studebaker Annelies Cook Total | Relais 4 × 6 km | Relais 4 × 6 km | 17 min 02 s 6 18 min 08 s 3 17 min 55 s 6 19 min 07 s 7 1 h 12 min 14 s 2 | 0+2 0+1 0+3 0+3 0+0 0+0 0+2 0+2 0+7 0+6 | +2 min 11 s 7 | 7e   |

| Athlètes                                                   | Épreuves | Épreuves | Total             | Total           | Total         | Rang |
| Athlètes                                                   | Épreuves | Épreuves | Temps             | Pénalités (C+D) | Retard        | Rang |
| ---------------------------------------------------------- | -------- | -------- | ----------------- | --------------- | ------------- | ---- |
| Susan Dunklee Hannah Dreissigacker Tim Burke Lowell Bailey | Relais   | Relais   | 1 h 12 min 20 s 1 | 1+13            | +3 min 03 s 1 | 8e   |

## Bobsleigh
| Bob   | Athlètes                                                        | Épreuves     | Course 1 | Course 1 | Course 2 | Course 2 | Course 3 | Course 3 | Course 4 | Course 4 | Total         | Total   | Total |
| Bob   | Athlètes                                                        | Épreuves     | Temps    | Rang     | Temps    | Rang     | Temps    | Rang     | Temps    | Rang     | Temps         | Retard  | Rang  |
| ----- | --------------------------------------------------------------- | ------------ | -------- | -------- | -------- | -------- | -------- | -------- | -------- | -------- | ------------- | ------- | ----- |
| USA-1 | Steve Holcomb Steven Langton                                    | Bob à deux   | 56 s 34  | 2e       | 56 s 84  | 8e       | 56 s 41  | 3e       | 56 s 68  | 4e       | 3 min 46 s 27 | +0 s 88 | 3e    |
| USA-2 | Cory Butner Christopher Fogt                                    | Bob à deux   | 56 s 45  | 3e       | 57 s 11  | 16e      | 56 s 77  | 11e      | 56 s 86  | 12e      | 3 min 47 s 19 | +1 s 80 | 12e   |
| USA-3 | Nick Cunningham Dallas Robinson                                 | Bob à deux   | 56 s 73  | 12e      | 57 s 07  | 15e      | 56 s 98  | 14e      | 56 s 91  | 13e      | 3 min 47 s 69 | +2 s 30 | 13e   |
| USA-1 | Christopher Fogt Steve Holcomb Steven Langton Curtis Tomasevicz | Bob à quatre | 54 s 89  | 3e       | 55 s 47  | 9e       | 55 s 30  | 4e       | 55 s 33  | 4e       | 3 min 40 s 99 | +0 s 39 | 3e    |
| USA-2 | Nick Cunningham Justin Olsen Johnny Quinn Dallas Robinson       | Bob à quatre | 55 s 61  | 14e      | 55 s 48  | 12e      | 55 s 97  | 17e      | 55 s 64  | 11e      | 3 min 42 s 70 | +2 s 10 | 12e   |

| Bob   | Athlètes                     | Épreuves   | Course 1   | Course 1 | Course 2 | Course 2 | Course 3 | Course 3 | Course 4 | Course 4 | Total         | Total   | Total |
| Bob   | Athlètes                     | Épreuves   | Temps      | Rang     | Temps    | Rang     | Temps    | Rang     | Temps    | Rang     | Temps         | Retard  | Rang  |
| ----- | ---------------------------- | ---------- | ---------- | -------- | -------- | -------- | -------- | -------- | -------- | -------- | ------------- | ------- | ----- |
| USA-1 | Lauryn Williams Elana Meyers | Bob à deux | 57 s 26 TR | 1re      | 57 s 63  | 1re      | 57 s 69  | 2e       | 58 s 13  | 3e       | 3 min 50 s 71 | +0 s 10 | 2e    |
| USA-2 | Aja Evans Jamie Greubel      | Bob à deux | 57 s 45    | 3e       | 58 s 00  | 3e       | 58 s 00  | 3e       | 58 s 16  | 5e       | 3 min 51 s 61 | +1 s 00 | 3e    |
| USA-3 | Jazmine Fenlator Lolo Jones  | Bob à deux | 58 s 27    | 11e      | 58 s 46  | 12e      | 58 s 50  | 10e      | 58 s 74  | 12e      | 3 min 53 s 97 | +3 s 36 | 11e   |

## Curling

### Tournoi féminin
| États-Unis |
| --- |
| Skip : Erika Brown Third : Debbie McCormick Second : Jessica Schultz Lead : Ann Swisshelm Remplaçante : Allison Pottinger |

| Rang | Pays            | V | D | bp | bc | Manches gagnées | Manches perdues | Manches blanches | Tirs % |
| ---- | --------------- | - | - | -- | -- | --------------- | --------------- | ---------------- | ------ |
| 1    | Canada          | 9 | 0 | 72 | 40 | 42              | 27              | 12               | 86     |
| 2    | Suède           | 7 | 2 | 58 | 52 | 37              | 35              | 13               | 80     |
| 3    | Suisse          | 5 | 4 | 63 | 60 | 37              | 38              | 13               | 78     |
| 4    | Grande-Bretagne | 5 | 4 | 74 | 58 | 39              | 35              | 9                | 80     |
| 5    | Japon           | 4 | 5 | 59 | 67 | 39              | 41              | 4                | 76     |
| 6    | Danemark        | 4 | 5 | 57 | 56 | 34              | 40              | 12               | 78     |
| 7    | Chine           | 4 | 5 | 58 | 62 | 36              | 38              | 10               | 81     |
| 8    | Corée du Sud    | 3 | 6 | 60 | 65 | 35              | 37              | 10               | 79     |
| 9    | Russie          | 3 | 6 | 48 | 56 | 33              | 35              | 19               | 82     |
| 10   | États-Unis      | 1 | 8 | 42 | 75 | 33              | 40              | 8                | 76     |

Les quatre premières équipes en tête à la fin du premier tour sont qualifiées directement pour les demi-finales.
| Équipes    | 1 | 2 | 3 | 4 | 5 | 6 | 7 | 8 | 9 | 10 | 11 | Total |
| ---------- | - | - | - | - | - | - | - | - | - | -- | -- | ----- |
| Suisse     | 0 | 0 | 0 | 3 | 2 | 0 | 0 | 2 | 0 | x  | x  | 7     |
| États-Unis | 1 | 0 | 1 | 0 | 0 | 1 | 0 | 0 | 1 | x  | x  | 4     |

| Équipes    | 1 | 2 | 3 | 4 | 5 | 6 | 7 | 8 | 9 | 10 | 11 | Total |
| ---------- | - | - | - | - | - | - | - | - | - | -- | -- | ----- |
| Russie     | 0 | 1 | 0 | 2 | 2 | 0 | 2 | 0 | 2 | 0  | x  | 9     |
| États-Unis | 1 | 0 | 3 | 0 | 0 | 1 | 0 | 1 | 0 | 1  | x  | 7     |

| Équipes         | 1 | 2 | 3 | 4 | 5 | 6 | 7 | 8 | 9 | 10 | 11 | Total |
| --------------- | - | - | - | - | - | - | - | - | - | -- | -- | ----- |
| Grande-Bretagne | 1 | 1 | 0 | 7 | 0 | 3 | x | x | x | x  | x  | 12    |
| États-Unis      | 0 | 0 | 1 | 0 | 2 | 0 | x | x | x | x  | x  | 3     |

| Équipes    | 1 | 2 | 3 | 4 | 5 | 6 | 7 | 8 | 9 | 10 | 11 | Total |
| ---------- | - | - | - | - | - | - | - | - | - | -- | -- | ----- |
| États-Unis | 1 | 0 | 1 | 0 | 0 | 1 | 0 | 0 | 1 | 0  | x  | 4     |
| Chine      | 0 | 1 | 0 | 0 | 2 | 0 | 0 | 2 | 0 | 2  | x  | 7     |

| Équipes    | 1 | 2 | 3 | 4 | 5 | 6 | 7 | 8 | 9 | 10 | 11 | Total |
| ---------- | - | - | - | - | - | - | - | - | - | -- | -- | ----- |
| Japon      | 0 | 2 | 0 | 0 | 1 | 0 | 1 | 0 | 2 | 0  | x  | 6     |
| États-Unis | 1 | 0 | 1 | 2 | 0 | 1 | 0 | 2 | 0 | 1  | x  | 8     |

| Équipes    | 1 | 2 | 3 | 4 | 5 | 6 | 7 | 8 | 9 | 10 | 11 | Total |
| ---------- | - | - | - | - | - | - | - | - | - | -- | -- | ----- |
| États-Unis | 0 | 0 | 1 | 0 | 1 | 0 | 0 | 0 | x | x  | x  | 2     |
| Danemark   | 0 | 2 | 0 | 2 | 0 | 2 | 2 | 1 | x | x  | x  | 9     |

| Équipes    | 1 | 2 | 3 | 4 | 5 | 6 | 7 | 8 | 9 | 10 | 11 | Total |
| ---------- | - | - | - | - | - | - | - | - | - | -- | -- | ----- |
| États-Unis | 1 | 0 | 1 | 0 | 2 | 0 | 0 | 2 | 0 | 0  | x  | 6     |
| Suède      | 0 | 1 | 0 | 2 | 0 | 2 | 0 | 0 | 0 | 2  | x  | 7     |

| Équipes    | 1 | 2 | 3 | 4 | 5 | 6 | 7 | 8 | 9 | 10 | 11 | Total |
| ---------- | - | - | - | - | - | - | - | - | - | -- | -- | ----- |
| États-Unis | 0 | 0 | 3 | 0 | 1 | 0 | 0 | 1 | 0 | 1  | 0  | 6     |
| Canada     | 2 | 1 | 0 | 1 | 0 | 1 | 1 | 0 | 0 | 0  | 1  | 7     |

Session 11 - lundi 17 février 2014, à 09h00
| Équipes      | 1 | 2 | 3 | 4 | 5 | 6 | 7 | 8 | 9 | 10 | 11 | Total |
| ------------ | - | - | - | - | - | - | - | - | - | -- | -- | ----- |
| Corée du Sud | 4 | 1 | 0 | 2 | 2 | 0 | 2 | x | x | x  | x  | 11    |
| États-Unis   | 0 | 0 | 1 | 0 | 0 | 1 | 0 | x | x | x  | x  | 2     |

### Tournoi masculin
| États-Unis |
| --- |
| Skip : John Shuster Third : Jeff Isaacson Second : Jared Zezel Lead : John Landsteiner Remplaçante : Craig Brown |

| Rang | Pays            | V | D | bp | bc | Manches gagnées | Manches perdues | Manches blanches | Vols pour | Tirs % |
| ---- | --------------- | - | - | -- | -- | --------------- | --------------- | ---------------- | --------- | ------ |
| 1    | Suède           | 8 | 1 | 60 | 44 | 38              | 30              | 18               | 8         | 86%    |
| 2    | Canada          | 7 | 2 | 69 | 53 | 39              | 36              | 14               | 7         | 84%    |
| 2    | Chine           | 7 | 2 | 67 | 50 | 41              | 37              | 11               | 5         | 85%    |
| 4    | Norvège         | 5 | 4 | 52 | 53 | 36              | 33              | 18               | 5         | 86%    |
| 4    | Grande-Bretagne | 5 | 4 | 51 | 49 | 37              | 35              | 15               | 8         | 83%    |
| 6    | Danemark        | 4 | 5 | 54 | 61 | 32              | 37              | 17               | 4         | 81     |
| 7    | Russie          | 3 | 6 | 58 | 70 | 36              | 38              | 13               | 7         | 77%    |
| 7    | Suisse          | 3 | 6 | 47 | 46 | 31              | 34              | 22               | 7         | 83%    |
| 9    | États-Unis      | 2 | 7 | 47 | 58 | 30              | 39              | 14               | 7         | 80%    |
| 10   | Allemagne       | 1 | 8 | 53 | 74 | 38              | 39              | 10               | 9         | 76%    |

Les quatre premières équipes en tête à la fin du premier tour sont qualifiées directement pour les demi-finales.
| Équipes    | 1 | 2 | 3 | 4 | 5 | 6 | 7 | 8 | 9 | 10 | 11 | Total |
| ---------- | - | - | - | - | - | - | - | - | - | -- | -- | ----- |
| États-Unis | 0 | 1 | 0 | 2 | 0 | 0 | 0 | 1 | 0 | x  | x  | 4     |
| Norvège    | 2 | 0 | 3 | 0 | 0 | 1 | 1 | 0 | 0 | x  | x  | 7     |

| Équipes    | 1 | 2 | 3 | 4 | 5 | 6 | 7 | 8 | 9 | 10 | 11 | Total |
| ---------- | - | - | - | - | - | - | - | - | - | -- | -- | ----- |
| États-Unis | 0 | 1 | 0 | 2 | 0 | 1 | 0 | 0 | x | x  | x  | 4     |
| Chine      | 1 | 0 | 3 | 0 | 2 | 0 | 1 | 2 | x | x  | x  | 9     |

| Équipes    | 1 | 2 | 3 | 4 | 5 | 6 | 7 | 8 | 9 | 10 | 11 | Total |
| ---------- | - | - | - | - | - | - | - | - | - | -- | -- | ----- |
| Danemark   | 3 | 0 | 0 | 0 | 0 | 0 | 0 | 0 | 2 | 0  | x  | 5     |
| États-Unis | 0 | 2 | 1 | 2 | 1 | 0 | 0 | 1 | 0 | 2  | x  | 9     |

| Équipes         | 1 | 2 | 3 | 4 | 5 | 6 | 7 | 8 | 9 | 10 | 11 | Total |
| --------------- | - | - | - | - | - | - | - | - | - | -- | -- | ----- |
| Grande-Bretagne | 1 | 0 | 2 | 0 | 1 | 0 | 0 | 1 | 0 | x  | x  | 5     |
| États-Unis      | 0 | 0 | 0 | 1 | 0 | 0 | 1 | 0 | 1 | x  | x  | 3     |

| Équipes    | 1 | 2 | 3 | 4 | 5 | 6 | 7 | 8 | 9 | 10 | 11 | Total |
| ---------- | - | - | - | - | - | - | - | - | - | -- | -- | ----- |
| États-Unis | 0 | 0 | 4 | 0 | 0 | 0 | 4 | 0 | 0 | x  | x  | 8     |
| Allemagne  | 0 | 1 | 0 | 1 | 0 | 1 | 0 | 1 | 1 | x  | x  | 5     |

| Équipes    | 1 | 2 | 3 | 4 | 5 | 6 | 7 | 8 | 9 | 10 | 11 | Total |
| ---------- | - | - | - | - | - | - | - | - | - | -- | -- | ----- |
| Russie     | 0 | 2 | 1 | 0 | 2 | 0 | 0 | 0 | 1 | 1  | x  | 7     |
| États-Unis | 0 | 0 | 0 | 3 | 0 | 2 | 1 | 0 | 0 | 0  | x  | 6     |

| Équipes    | 1 | 2 | 3 | 4 | 5 | 6 | 7 | 8 | 9 | 10 | 11 | Total |
| ---------- | - | - | - | - | - | - | - | - | - | -- | -- | ----- |
| États-Unis | 0 | 0 | 2 | 2 | 0 | 1 | 0 | 1 | 0 | 0  | x  | 6     |
| Canada     | 2 | 1 | 0 | 0 | 2 | 0 | 0 | 0 | 2 | 1  | x  | 8     |

| Équipes    | 1 | 2 | 3 | 4 | 5 | 6 | 7 | 8 | 9 | 10 | 11 | Total |
| ---------- | - | - | - | - | - | - | - | - | - | -- | -- | ----- |
| États-Unis | 0 | 0 | 0 | 2 | 0 | 0 | 1 | 0 | 1 | x  | x  | 4     |
| Suède      | 0 | 3 | 0 | 0 | 1 | 1 | 0 | 1 | 0 | x  | x  | 6     |

Session 12 - lundi 17 février 2014, à 14h00
| Équipes    | 1 | 2 | 3 | 4 | 5 | 6 | 7 | 8 | 9 | 10 | 11 | Total |
| ---------- | - | - | - | - | - | - | - | - | - | -- | -- | ----- |
| Suisse     | 1 | 1 | 0 | 0 | 1 | 0 | 2 | 1 | 0 | x  | x  | 6     |
| États-Unis | 0 | 0 | 0 | 1 | 0 | 1 | 0 | 0 | 1 | x  | x  | 3     |

## Hockey sur glace

### Tournoi masculin

#### Effectif
- Gardiens de but : Jimmy Howard (Red Wings de Détroit), Ryan Miller (Sabres de Buffalo), Jonathan Quick (Kings de Los Angeles).
- Défenseurs : John Carlson (Capitals de Washington), Justin Faulk (Hurricanes de la Caroline), Cam Fowler (Ducks d'Anaheim), Paul Martin (Penguins de Pittsburgh), Ryan McDonagh (Rangers de New York), Brooks Orpik (Penguins de Pittsburgh), Kevin Shattenkirk (Blues de Saint-Louis), Ryan Suter (Wild du Minnesota).
- Attaquants : David Backes (Blues de Saint-Louis), Dustin Brown (Kings de Los Angeles), Ryan Callahan (Rangers de New York), Patrick Kane (Blackhawks de Chicago), Ryan Kesler (Canucks de Vancouver), Phil Kessel (Maple Leafs de Toronto), T.J. Oshie (Blues de Saint-Louis), Max Pacioretty (Canadiens de Montréal), Zach Parisé (Wild du Minnesota), Joe Pavelski (Sharks de San José), Derek Stepan (Rangers de New York), Paul Stastny (Avalanche du Colorado), Blake Wheeler (Jets de Winnipeg), James Van Riemsdyk (Maple Leafs de Toronto).
- Entraîneur : Dan Bylsma.

#### Résultats

##### Tour préliminaire
| Clt   | Équipe     | PJ | V | VP | D | DP | BP | BC | Diff | Pts |
| ----- | ---------- | -- | - | -- | - | -- | -- | -- | ---- | --- |
| +001, | États-Unis | 3  | 2 | 1  | 0 | 0  | 15 | 4  | 11   | 8   |
| +002, | Russie     | 3  | 1 | 1  | 0 | 1  | 8  | 5  | 3    | 6   |
| +003, | Slovénie   | 3  | 1 | 0  | 1 | 1  | 5  | 7  | -2   | 4   |
| +004, | Slovaquie  | 3  | 0 | 0  | 3 | 0  | 3  | 15 | -12  | 0   |

| 13 février 2014 | Slovaquie | 1-7 (0-1, 1-6, 0-0) | États-Unis | Arène de glace Chaïba 4 119 spectateurs |

| Feuille de match           | Feuille de match                  | Feuille de match                | Feuille de match | Feuille de match                                                   |
| -------------------------- | --------------------------------- | ------------------------------- | --- | ------------------------------------------------------------------ |
|                            | T. Tatar (M. Hossa) — 20 min 24 s | 0-1 1-1 1-2 1-3 1-4 1-5 1-6 1-7 | J. Carlson (P. Kessel, J. Van Riemsdyk) — 14 min 27 s R. Kesler (P. Kane) — 21 min 26 s P. Stastny (M. Pacioretty, T. Oshie) — 22 min 32 s D. Backes (P. Kessel) — 28 min 16 s P. Stastny (K. Shattenkirk, T. Oshie) — 33 min 30 s P. Kessel (R. Kesler, J. van Riemsdyk) — 34 min 20 s D. Brown (J. Carlson, P. Kane) — 35 min 17 s | Arbitrage : Antonín Jeřábek Kevin Pollock Mark Wheler Jesse Wilmot |
| Jaroslav Halák Peter Budaj | Gardiens                          | Jonathan Quick                  | | Arbitrage : Antonín Jeřábek Kevin Pollock Mark Wheler Jesse Wilmot |
| 4 min                      | Pénalités                         | 2 min                           | | Arbitrage : Antonín Jeřábek Kevin Pollock Mark Wheler Jesse Wilmot |
| 23                         | Tirs                              | 33                              | | Arbitrage : Antonín Jeřábek Kevin Pollock Mark Wheler Jesse Wilmot |

| 15 février 2014 | États-Unis | 3-2 (TB) (0-0, 1-1, 1-1, 0-0, 1-0) | Russie | Palais des glaces Bolchoï 11 678 spectateurs |

| Feuille de match | Feuille de match | Feuille de match    | Feuille de match                                                                                  | Feuille de match                                                    |
| ---------------- | --- | ------------------- | ------------------------------------------------------------------------------------------------- | ------------------------------------------------------------------- |
|                  | - C. Fowler (J. Van Riemsdyk, P. Kessel) — 36 min 34 s (SN) J. Pavelski (P. Kane, K. Shattenkirk) — 49 min 27 s (SN) - T. J. Oshie — 65 min (TB) | 0-1 1-1 2-1 2-2 3-2 | P. Datsiouk (A. Markov, A. Radoulov) — 29 min 15 s - P. Datsiouk (A. Markov) — 52 min 44 s (SN) - | Arbitrage : Brad Meier Magnus Vinnerborg Greg Devorski Jesse Wilmot |
| Jonathan Quick   | Gardiens | Sergueï Bobrovski   |                                                                                                   | Arbitrage : Brad Meier Magnus Vinnerborg Greg Devorski Jesse Wilmot |
| 12 min           | Pénalités | 10 min              |                                                                                                   | Arbitrage : Brad Meier Magnus Vinnerborg Greg Devorski Jesse Wilmot |
| 34               | Tirs | 31                  |                                                                                                   | Arbitrage : Brad Meier Magnus Vinnerborg Greg Devorski Jesse Wilmot |

| 16 février 2014 | Slovénie | 1-5 (0-2, 0-2, 1-1) | États-Unis | Arène de glace Chaïba 4 892 spectateurs |

| Feuille de match | Feuille de match                              | Feuille de match        | Feuille de match | Feuille de match                                             |
| ---------------- | --------------------------------------------- | ----------------------- | --- | ------------------------------------------------------------ |
|                  | M. Rodman (D. Rodman, J. Urbas) — 59 min 42 s | 0–1 0–2 0–3 0–4 0–5 1–5 | P. Kessel (J. Pavelski) — 1 min 4 s P. Kessel (J. Pavelski, B. Orpik) — 4 min 33 s P. Kessel (J. Van Riemsdyk, J. Pavelski) — 31 min 5 s R. McDonagh (B. Wheeler, T. Oshie) — 32 min 17 s D. Backes (R. Callahan, D. Brown) — 43 min 26 s | Arbitrage : Mike Leggo Jyri Rönn Miroslav Valach Mark Wheler |
| Luka Gračnar     | Gardiens                                      | Ryan Miller             | | Arbitrage : Mike Leggo Jyri Rönn Miroslav Valach Mark Wheler |
| 4 min            | Pénalités                                     | 6 min                   | | Arbitrage : Mike Leggo Jyri Rönn Miroslav Valach Mark Wheler |
| 18               | Tirs                                          | 28                      | | Arbitrage : Mike Leggo Jyri Rönn Miroslav Valach Mark Wheler |

##### Quarts de finale
| 19 février 2014 | États-Unis | 5-2 (3-1, 1-0, 1-1) | Tchéquie | Arène de glace Chaïba 4 606 spectateurs |

| Feuille de match | Feuille de match | Feuille de match               | Feuille de match                          | Feuille de match                                                        |
| ---------------- | --- | ------------------------------ | ----------------------------------------- | ----------------------------------------------------------------------- |
|                  | J. Van Riemsdyk (R. Kesler, P. Kane) — 1 min 39 s D. Brown (D. Backes, R. Suter) — 14 min 38 s D. Backes ( R. Suter, R. McDonagh) — 19 min 58 s Z. Parisé ( J. Pavelski, R. Suter) — 29 min 31 s (SN) P. Kessel (R. Kesler, K. Shattenkirk) — 42 min 1 s | 1-0 1-1 2-1 3-1 4-1 5-1 5-2    | A. Hemský — 4 min 31 s A. Hemský — 53 min | Arbitrage : Konstantin Olenine Kevin Pollock Derek Amell Ivan Dedioulia |
| Jonathan Quick   | Gardiens | Ondřej Pavelec Alexander Salák |                                           | Arbitrage : Konstantin Olenine Kevin Pollock Derek Amell Ivan Dedioulia |
| 2 min            | Pénalités | 6 min                          |                                           | Arbitrage : Konstantin Olenine Kevin Pollock Derek Amell Ivan Dedioulia |
| 25               | Tirs | 23                             |                                           | Arbitrage : Konstantin Olenine Kevin Pollock Derek Amell Ivan Dedioulia |

##### Demi-finales
| 21 février 2014 | États-Unis | 0-1 (0-0, 0-1, 0-0) | Canada | Palais des glaces Bolchoï |

| Feuille de match | Feuille de match | Feuille de match | Feuille de match                       | Feuille de match                                                       |
| ---------------- | ---------------- | ---------------- | -------------------------------------- | ---------------------------------------------------------------------- |
|                  |                  | 0-1              | J. Benn (J. Bouwmeester) — 21 min 41 s | Arbitrage : Brad Meier, Kelly Sutherland Ivan Dedioulia, Greg Devorski |
| Jonathan Quick   | Gardiens         | Carey Price      |                                        | Arbitrage : Brad Meier, Kelly Sutherland Ivan Dedioulia, Greg Devorski |
| 4 min            | Pénalités        | 6 min            |                                        | Arbitrage : Brad Meier, Kelly Sutherland Ivan Dedioulia, Greg Devorski |
| 31               | Tirs             | 37               |                                        | Arbitrage : Brad Meier, Kelly Sutherland Ivan Dedioulia, Greg Devorski |

##### Match pour la médaille de bronze
| 22 février 2014 | Finlande | 5-0 (0-0, 2-0, 3-0) | États-Unis | Palais des glaces Bolchoï 9 052 spectateurs |

| Feuille de match | Feuille de match | Feuille de match    | Feuille de match | Feuille de match                                                     |
| ---------------- | --- | ------------------- | ---------------- | -------------------------------------------------------------------- |
|                  | T. Selänne (M. Granlund, L. Korpikoski) — 21 min 27 s J. Jokinen (J. Lehterä, P. Kontiola) — 21 min 38 s J. Hietanen (T. Ruutu, S. Lepistö) — 46 min 10 s T. Selänne (M. Granlund, L. Korpikoski) — 49 min 6 s (SN) O. Määttä (J. Lehterä, J. Jokinen) — 53 min 9 s (SN) | 1-0 2-0 3-0 4-0 5-0 | -                | Arbitrage : Konstantin Olenine Tim Peel Chris Carlson Ivan Dedioulia |
| Tuukka Rask      | Gardiens | Jonathan Quick      |                  | Arbitrage : Konstantin Olenine Tim Peel Chris Carlson Ivan Dedioulia |
| 4 min            | Pénalités | 12 min              |                  | Arbitrage : Konstantin Olenine Tim Peel Chris Carlson Ivan Dedioulia |
| 29               | Tirs | 27                  |                  | Arbitrage : Konstantin Olenine Tim Peel Chris Carlson Ivan Dedioulia |

##### Classement final
|    | Canada     |
|    | Suède      |
|    | Finlande   |
| 4  | États-Unis |
| 5  | Russie     |
| 6  | Tchéquie   |
| 7  | Slovénie   |
| 8  | Lettonie   |
| 9  | Suisse     |
| 10 | Autriche   |
| 11 | Slovaquie  |
| 12 | Norvège    |

### Tournoi féminin

#### Effectif
- Gardiennes de but : Brianne McLaughlin (Barracudas de Burlington), Molly Schaus (Blades de Boston), Jessie Vetter (Outlaws de l'Oregon)
- Défenseurs : Kacey Bellamy (Blades de Boston), Gigi Marvin (Blades de Boston), Michelle Picard (Crimson de Harvard), Josephine Pucci (Crimson de Harvard), Anne Schleper (Blades de Boston), Lee Stecklein (Bulldogs de Minnesota-Duluth)
- Attaquantes : Megan Bozek (Bulldogs de Minnesota-Duluth), Alex Carpenter (Eagles de Boston College), Julie Chu (Stars de Montréal), Kendall Coyne (Huskies de Northeastern), Brianna Decker (Badgers du Wisconsin), Meghan Duggan (Blades de Boston), Lyndsey Fry (Crimson de Harvard), Amanda Kessel (Golden Gophers du Minnesota), Hilary Knight (Blades de Boston), Jocelyne Lamoureux (Fighting Sioux du Dakota du Nord), Monique Lamoureux (Fighting Sioux du Dakota du Nord), Kelli Stack (Blades de Boston)
- Entraîneur : Katey Stone

#### Résultats

##### Tour préliminaire
| Clt   | Équipe     | PJ | V | VP | D | DP | BP | BC | Diff | Pts |
| ----- | ---------- | -- | - | -- | - | -- | -- | -- | ---- | --- |
| +001, | Canada     | 3  | 3 | 0  | 0 | 0  | 11 | 2  | +9   | 9   |
| +002, | États-Unis | 3  | 2 | 0  | 1 | 0  | 14 | 4  | +10  | 6   |
| +003, | Finlande   | 3  | 0 | 1  | 2 | 0  | 5  | 9  | -4   | 2   |
| +004, | Suisse     | 3  | 0 | 0  | 2 | 1  | 3  | 18 | -15  | 1   |

- Qualifiés pour les demi-finales
- Qualifié pour les quarts de finale

| 8 février 2014 12h00 | États-Unis | 3-1 (1-0, 2-0, 0-1) | Finlande | Arène de glace Chaïba, Sotchi 4 135 spectateurs |

| Feuille de match | Feuille de match                                                                          | Feuille de match | Feuille de match                     | Feuille de match                                                 |
| ---------------- | ----------------------------------------------------------------------------------------- | ---------------- | ------------------------------------ | ---------------------------------------------------------------- |
|                  | Knight — 53 s Stack (Knight, Bozek) — 27 min 42 s Carpenter (Schleper) — 35 min 59 s (SN) | 1-0 2-0 3-0 3-1  | Tapani (Karvinen) — 55 min 22 s (SN) | Arbitrage : Nicole Hertrich Therese Björkman et Stéphanie Gagnon |
| Vetter           | Gardiens                                                                                  | Räty             |                                      | Arbitrage : Nicole Hertrich Therese Björkman et Stéphanie Gagnon |
| 4 min            | Pénalités                                                                                 | 8 min            |                                      | Arbitrage : Nicole Hertrich Therese Björkman et Stéphanie Gagnon |
| 43               | Tirs                                                                                      | 15               |                                      | Arbitrage : Nicole Hertrich Therese Björkman et Stéphanie Gagnon |

| 10 février 2014 14h00 | États-Unis | 9-0 (5-0, 1-0, 3-0) | Suisse | Arène de glace Chaïba, Sotchi 3 812 spectateurs |

| Feuille de match | Feuille de match | Feuille de match                    | Feuille de match | Feuille de match                                                 |
| ---------------- | --- | ----------------------------------- | ---------------- | ---------------------------------------------------------------- |
|                  | M. Lamoureux (J. Lamoureux, Duggan) — 9 min 20 s Decker (Kessel, Knight) — 10 min 7 s Kessel (Coyne) — 10 min 15 s Knight (Stack, Chu) — 14 min 23 s Kessel (Coyne, Decker) — 15 min 42 s (SN) M. Lamoureux (J. Lamoureux, Stecklein) — 33 min 26 s Coyne (Stack) — 40 min 49 s Coyne (Kessel, Bozek) — 43 min 59 s Carpenter (Pucci) — 55 min 39 s | 1-0 2-0 3-0 4-0 5-0 6-0 7-0 8-0 9-0 |                  | Arbitrage : Mélanie Bordeleau Denise Caughey et Charlotte Girard |
| Schaus           | Gardiens | Schelling                           |                  | Arbitrage : Mélanie Bordeleau Denise Caughey et Charlotte Girard |
| 4 min            | Pénalités | 8 min                               |                  | Arbitrage : Mélanie Bordeleau Denise Caughey et Charlotte Girard |
| 53               | Tirs | 10                                  |                  | Arbitrage : Mélanie Bordeleau Denise Caughey et Charlotte Girard |

| 12 février 2014 16h30 | Canada | 3-2 (0-0, 0-1, 3-1) | États-Unis | Arène de glace Chaïba, Sotchi 4 812 spectateurs |

| Feuille de match | Feuille de match | Feuille de match    | Feuille de match                                                                              | Feuille de match                                          |
| ---------------- | --- | ------------------- | --------------------------------------------------------------------------------------------- | --------------------------------------------------------- |
|                  | Agosta-Marciano (Wickenheiser) — 42 min 21 s (SN) Wickenheiser (Spooner, Agosta-Marciano) — 43 min 54 s Agosta-Marciano — 54 min 55 s | 0-1 1-1 2-1 3-1 3-2 | Knight (Carpenter, Schleper) — 37 min 54 s (SN) Schleper (Decker, J. Lamoureux) — 58 min 55 s | Arbitrage : Anna Eskola Ilona Novotná et Zuzana Svobodová |
| Labonté          | Gardiens | Vetter              |                                                                                               | Arbitrage : Anna Eskola Ilona Novotná et Zuzana Svobodová |
| 8 min            | Pénalités | 10 min              |                                                                                               | Arbitrage : Anna Eskola Ilona Novotná et Zuzana Svobodová |
| 31               | Tirs | 27                  |                                                                                               | Arbitrage : Anna Eskola Ilona Novotná et Zuzana Svobodová |

##### Phase finale

###### Tableau
|  | Quarts de finale                      | Quarts de finale                  |                                   |                                   | Demi-finales                      | Demi-finales                      |  |  | Finale                                | Finale                                |
|  | Quarts de finale                      | Quarts de finale                  |                                   |                                   | Demi-finales                      | Demi-finales                      |  |  | Finale                                | Finale                                |
|  |                                       |                                   |                                   |                                   |                                   |                                   |  |  |                                       |                                       |
|  | 15 février, Arène de glace Chaïba     | 15 février, Arène de glace Chaïba |                                   |                                   | 17 février, Arène de glace Chaïba | 17 février, Arène de glace Chaïba |  |  | 20 février, Palais des glaces Bolchoï | 20 février, Palais des glaces Bolchoï |
|  | 15 février, Arène de glace Chaïba     | 15 février, Arène de glace Chaïba |                                   |                                   | 17 février, Arène de glace Chaïba | 17 février, Arène de glace Chaïba |  |  | 20 février, Palais des glaces Bolchoï | 20 février, Palais des glaces Bolchoï |
|  | 15 février, Arène de glace Chaïba     | 15 février, Arène de glace Chaïba | Canada                            | 3                                 |                                   |                                   |  |  | 20 février, Palais des glaces Bolchoï | 20 février, Palais des glaces Bolchoï |
|  | Suisse                                | 2                                 | Canada                            | 3                                 |                                   |                                   |  |  | 20 février, Palais des glaces Bolchoï | 20 février, Palais des glaces Bolchoï |
|  | Suisse                                | 2                                 | Suisse                            | 1                                 |                                   |                                   |  |  | 20 février, Palais des glaces Bolchoï | 20 février, Palais des glaces Bolchoï |
|  | Russie                                | 0                                 | Suisse                            | 1                                 |                                   |                                   |  |  | 20 février, Palais des glaces Bolchoï | 20 février, Palais des glaces Bolchoï |
|  | Russie                                | 0                                 | 17 février, Arène de glace Chaïba | 17 février, Arène de glace Chaïba | Canada                            | 3                                 |  |  |                                       |                                       |
|  | 15 février, Arène de glace Chaïba     |                                   | 17 février, Arène de glace Chaïba | 17 février, Arène de glace Chaïba | Canada                            | 3                                 |  |  |                                       |                                       |
|  |                                       | États-Unis                        | 17 février, Arène de glace Chaïba | 17 février, Arène de glace Chaïba | 2                                 |                                   |  |  |                                       |                                       |
|  | Finlande                              | États-Unis                        | 17 février, Arène de glace Chaïba | 17 février, Arène de glace Chaïba | 2                                 | 2                                 |  |  |                                       |                                       |
|  | Finlande                              | Suède                             | 1                                 |                                   |                                   | 2                                 |  |  |                                       |                                       |
|  | Suède                                 | Suède                             | 1                                 | 4                                 |                                   |                                   |  |  |                                       |                                       |
|  | Suède                                 | États-Unis                        | 6                                 | 4                                 |                                   |                                   |  |  |                                       |                                       |
|  |                                       | États-Unis                        | 6                                 | Match pour la 3e place            |                                   |                                   |  |  |                                       |                                       |
|  |                                       |                                   |                                   |                                   |                                   |                                   |  |  |                                       |                                       |
|  | 20 février, Palais des glaces Bolchoï |                                   |                                   |                                   |                                   |                                   |  |  |                                       |                                       |
|  |                                       |                                   |                                   |                                   |                                   |                                   |  |  |                                       |                                       |
|  | Suisse                                | 4                                 |                                   |                                   |                                   |                                   |  |  |                                       |                                       |
|  | Suisse                                | 4                                 |                                   |                                   |                                   |                                   |  |  |                                       |                                       |
|  | Suède                                 | 3                                 |                                   |                                   |                                   |                                   |  |  |                                       |                                       |
|  | Suède                                 | 3                                 |                                   |                                   |                                   |                                   |  |  |                                       |                                       |

###### Demi-finales
| 17 février 2014 | États-Unis | 6-1 (3-0, 2-0, 1-1) | Suède | Arène de glace Chaïba 4 542 spectateurs |

| Feuille de match | Feuille de match | Feuille de match                                  | Feuille de match                           | Feuille de match                                                                      |
| ---------------- | --- | ------------------------------------------------- | ------------------------------------------ | ------------------------------------------------------------------------------------- |
|                  | Carpenter (Bozek, Stack) — 6 min 10 s (SN) Bellamy (Decker, Bozek) — 7 min 16 s Kessel (Decker, Marvin) — 11 min 19 s M. Lamoureux (J. Lamoureux, Bellamy) — 25 min 41 s (SN) Bozek (Coyne) — 32 min 17 s Decker (Coyne, Kessel) — 56 min 58 s | 1-0 2-0 3-0 4-0 5-0 5-1 6-1                       | Borgqvist (Eliasson, Winberg) — 53 min 4 s | Arbitrage : Mélanie Bordeleau Denise Caughey et Zuzana Svobodová (République tchèque) |
| Vetter           | Gardiens | Wallner (32 min 31 s) Martin Hasson (27 min 29 s) |                                            | Arbitrage : Mélanie Bordeleau Denise Caughey et Zuzana Svobodová (République tchèque) |
| 6 min            | Pénalités | 8 min                                             |                                            | Arbitrage : Mélanie Bordeleau Denise Caughey et Zuzana Svobodová (République tchèque) |
| 70               | Tirs | 9                                                 |                                            | Arbitrage : Mélanie Bordeleau Denise Caughey et Zuzana Svobodová (République tchèque) |

###### Finale
| 20 février 2014 | Canada | 3-2 (pr) (0-0, 0-1, 2-1, 1-0) | États-Unis | Palais des glaces Bolchoï |

| Feuille de match | Feuille de match | Feuille de match    | Feuille de match                                                                                | Feuille de match                                  |
| ---------------- | --- | ------------------- | ----------------------------------------------------------------------------------------------- | ------------------------------------------------- |
|                  | - B. Jenner (M. Mikkelson, J. Larcoque) — 56 min 34 s MP. Poulin (R. Johnston, H. Irwin) — 59 min 5 s MP. Poulin (L. Fortino) — 68 min 10 s (2 SN) | 0-1 0-2 1-2 2-2 3-2 | M. Duggan (J. Lamoureux) — 31 min 57 s A. Carpenter (H. Knight, K. Stack) — 42 min 1 s (SN) - - | Arbitrage : J. Tottman I. Novotná et Z. Svobodová |
| Shannon Szabados | Gardiens | Jessie Vetter       |                                                                                                 | Arbitrage : J. Tottman I. Novotná et Z. Svobodová |
| 10 min           | Pénalités | 14 min              |                                                                                                 | Arbitrage : J. Tottman I. Novotná et Z. Svobodová |
| 31               | Tirs | 29                  |                                                                                                 | Arbitrage : J. Tottman I. Novotná et Z. Svobodová |

###### Classement final
| Place                               | Équipe     |
| ----------------------------------- | ---------- |
| Médaille d'or, Jeux olympiques      | Canada     |
| Médaille d'argent, Jeux olympiques  | États-Unis |
| Médaille de bronze, Jeux olympiques | Suisse     |
| 4                                   | Suède      |
| 5                                   | Finlande   |
| 6                                   | Russie     |
| 7                                   | Allemagne  |
| 8                                   | Japon      |

## Patinage de vitesse
| Athlète                                | Athlète               | Épreuves        | Course 1        | Rang            | Course 2                  | Rang       | Total         | Retard   | Rang |
| -------------------------------------- | --------------------- | --------------- | --------------- | --------------- | ------------------------- | ---------- | ------------- | -------- | ---- |
| Shani Davis                            | Shani Davis           | 500 mètres      | 35 s 39         | 22e             | 35 s 59                   | 28e        | 70 s 98       | +1 s 67  | 24e  |
| Tucker Fredricks                       | Tucker Fredricks      | 500 mètres      | 35 s 27         | 18e             | 35 s 72                   | 37e        | 70 s 99       | +1 s 68  | 26e  |
| Mitchell Whitmore                      | Mitchell Whitmore     | 500 mètres      | 35 s 34         | 20e             | 35 s 71                   | 35e        | 71 s 05       | +1 s 75  | 27e  |
| Brian Hansen                           | Brian Hansen          | 500 mètres      | 35 s 64         | 33e             | DNS                       | DNS        |               |          | -    |
| Athlète                                | Athlète               | Épreuves        | Temps           | Temps           | Retard                    | Retard     | Rang          | Rang     | Rang |
| Shani Davis                            | Shani Davis           | 1 000 mètres    | 1 min 09 s 12   | 1 min 09 s 12   | +0 s 73                   | +0 s 73    | 8e            | 8e       | 8e   |
| Brian Hansen                           | Brian Hansen          | 1 000 mètres    | 1 min 09 s 21   | 1 min 09 s 21   | +0 s 82                   | +0 s 82    | 9e            | 9e       | 9e   |
| Joey Mantia                            | Joey Mantia           | 1 000 mètres    | 1 min 09 s 72   | 1 min 09 s 72   | +1 s 33                   | +1 s 33    | 15e           | 15e      | 15e  |
| Jonathan Garcia (en)                   | Jonathan Garcia (en)  | 1 000 mètres    | 1 min 10 s 74   | 1 min 10 s 74   | +2 s 35                   | +2 s 35    | 28e           | 28e      | 28e  |
| Brian Hansen                           | Brian Hansen          | 1 500 mètres    | 1 min 45 s 59   | 1 min 45 s 59   | +0 s 59                   | +0 s 59    | 7e            | 7e       | 7e   |
| Shani Davis                            | Shani Davis           | 1 500 mètres    | 1 min 45 s 98   | 1 min 45 s 98   | +0 s 98                   | +0 s 98    | 11e           | 11e      | 11e  |
| Joey Mantia                            | Joey Mantia           | 1 500 mètres    | 1 min 48 s 01   | 1 min 48 s 01   | +3 s 01                   | +3 s 01    | 22e           | 22e      | 22e  |
| Jonathan Kuck                          | Jonathan Kuck         | 1 500 mètres    | 1 min 50 s 19   | 1 min 50 s 19   | +5 s 19                   | +5 s 19    | 37e           | 37e      | 37e  |
| Emery Lehman                           | Emery Lehman          | 5 000 mètres    | 6 min 29 s 94   | 6 min 29 s 94   | +19 s 18                  | +19 s 18   | 16e           | 16e      | 16e  |
| Jonathan Kuck                          | Jonathan Kuck         | 5 000 mètres    | 6 min 31 s 53   | 6 min 31 s 53   | +20 s 77                  | +20 s 77   | 19e           | 19e      | 19e  |
| Patrick Meek                           | Patrick Meek          | 5 000 mètres    | 6 min 32 s 94   | 6 min 32 s 94   | +22 s 18                  | +22 s 18   | 20e           | 20e      | 20e  |
| Emery Lehman                           | Emery Lehman          | 10 000 mètres   | 13 min 28 s 67  | 13 min 28 s 67  | +44 s 22                  | +44 s 22   | 10e           | 10e      | 10e  |
| Patrick Meek                           | Patrick Meek          | 10 000 mètres   | 13 min 28 s 72  | 13 min 28 s 72  | +44 s 27                  | +44 s 27   | 11e           | 11e      | 11e  |
| Athlète                                | Épreuves              | Quart de finale | Quart de finale | Quart de finale | Quart de finale           | Finale D   | Finale D      | Finale D | Rang |
| Athlète                                | Épreuves              | Adversaire      | Temps           | Retard          | Note                      | Adversaire | Temps         | Retard   | Rang |
| Shani Davis Brian Hansen Jonathan Kuck | Poursuite par équipes | Canada          | 3 min 46 s 82   | +3 s 52         | Qualifié pour la finale D | France     | 3 min 46 s 50 | -        | 7e   |

| Athlète                                            | Athlète               | Épreuves        | Course 1        | Rang            | Course 2                  | Rang       | Total         | Retard   | Rang |
| -------------------------------------------------- | --------------------- | --------------- | --------------- | --------------- | ------------------------- | ---------- | ------------- | -------- | ---- |
| Heather Richardson                                 | Heather Richardson    | 500 mètres      | 37 s 73         | 4e              | 38 s 02                   | 8e         | 75 s 75       | +1 s 05  | 8e   |
| Brittany Bowe                                      | Brittany Bowe         | 500 mètres      | 38 s 81         | 17e             | 38 s 37                   | 10e        | 77 s 19       | +2 s 49  | 13e  |
| Lauren Cholewinski                                 | Lauren Cholewinski    | 500 mètres      | 38 s 54         | 12e             | 38 s 80                   | 19e        | 77 s 35       | +2 s 65  | 15e  |
| Sugar Todd                                         | Sugar Todd            | 500 mètres      | 39 s 278        | 28e             | 39 s 25                   | 28e        | 78 s 53       | +3 s 83  | 29e  |
| Athlète                                            | Athlète               | Épreuves        | Temps           | Temps           | Retard                    | Retard     | Rang          | Rang     | Rang |
| Heather Richardson                                 | Heather Richardson    | 1 000 mètres    | 1 min 15 s 23   | 1 min 15 s 23   | +1 s 21                   | +1 s 21    | 7e            | 7e       | 7e   |
| Brittany Bowe                                      | Brittany Bowe         | 1 000 mètres    | 1 min 15 s 47   | 1 min 15 s 47   | +1 s 45                   | +1 s 45    | 8e            | 8e       | 8e   |
| Sugar Todd                                         | Sugar Todd            | 1 000 mètres    | 1 min 19 s 13   | 1 min 19 s 13   | +5 s 11                   | +5 s 11    | 32e           | 32e      | 32e  |
| Kelly Gunther                                      | Kelly Gunther         | 1 000 mètres    | 1 min 19 s 43   | 1 min 19 s 43   | +5 s 41                   | +5 s 41    | 33e           | 33e      | 33e  |
| Heather Richardson                                 | Heather Richardson    | 1 500 mètres    | 1 min 57 s 60   | 1 min 57 s 60   | +4 s 09                   | +4 s 09    | 7e            | 7e       | 7e   |
| Brittany Bowe                                      | Brittany Bowe         | 1 500 mètres    | 1 min 58 s 31   | 1 min 58 s 31   | +4 s 80                   | +4 s 80    | 14e           | 14e      | 14e  |
| Jilleanne Rookard                                  | Jilleanne Rookard     | 1 500 mètres    | 1 min 59 s 15   | 1 min 59 s 15   | +5 s 64                   | +5 s 64    | 18e           | 18e      | 18e  |
| Jilleanne Rookard                                  | Jilleanne Rookard     | 3 000 mètres    | 4 min 10 s 01   | 4 min 10 s 01   | +9 s 68                   | +9 s 68    | 10e           | 10e      | 10e  |
| Anna Ringsred                                      | Anna Ringsred         | 3 000 mètres    | 4 min 21 s 51   | 4 min 21 s 51   | +21 s 17                  | +21 s 17   | 26e           | 26e      | 26e  |
| Maria Lamb                                         | Maria Lamb            | 5 000 mètres    | 7 min 29 s 64   | 7 min 29 s 64   | +38 s 10                  | +38 s 10   | 16e           | 16e      | 16e  |
| Athlète                                            | Épreuves              | Quart de finale | Quart de finale | Quart de finale | Quart de finale           | Finale D   | Finale D      | Finale D | Rang |
| Athlète                                            | Épreuves              | Adversaire      | Temps           | Retard          | Note                      | Adversaire | Temps         | Retard   | Rang |
| Brittany Bowe Heather Richardson Jilleanne Rookard | Poursuite par équipes | Pays-Bas        | 3 min 02 s 21   | +3 s 60         | Qualifié pour la finale C | Canada     | 3 min 03 s 77 | +1 s 73  | 6e   |

## Ski acrobatique
| Athlète        | Épreuves      | Qualification | Qualification | Qualification | Qualification | Finale | Finale | Finale | Finale |
| Athlète        | Épreuves      | Temps         | Points        | Total         | Rang          | Temps  | Points | Total  | Rang   |
| -------------- | ------------- | ------------- | ------------- | ------------- | ------------- | ------ | ------ | ------ | ------ |
| Patrick Deneen | Bosses hommes |               |               |               |               |        |        |        |        |
| Bradley Wilson | Bosses hommes |               |               |               |               |        |        |        |        |
| Hannah Kearney | Bosses femmes | 30.14         | 17.06         | 23.05         | 1re Q         |        |        |        |        |
| Heidi Kloser   | Bosses femmes | DNS           | DNS           | DNS           | DNS           |        |        |        |        |
| Heather McPhie | Bosses femmes | 31.65         | 14.53         | 19.92         | 14e           |        |        |        |        |
| Eliza Outtrim  | Bosses femmes | 30.79         | 15.78         | 21.51         | 4e Q          |        |        |        |        |

| Athlète             | Épreuves         | Qualification | Qualification | Qualification | Qualification | Finale   | Finale   | Finale   | Finale |
| Athlète             | Épreuves         | Course 1      | Course 2      | Meilleur      | Rang          | Course 1 | Course 2 | Meilleur | Rang   |
| ------------------- | ---------------- | ------------- | ------------- | ------------- | ------------- | -------- | -------- | -------- | ------ |
| Aaron Blunck        | Half-pipe hommes |               |               |               |               |          |          |          |        |
| Lyman Currier       | Half-pipe hommes |               |               |               |               |          |          |          |        |
| David Wise          | Half-pipe hommes |               |               |               |               |          |          |          |        |
| Torin Yater-Wallace | Half-pipe hommes |               |               |               |               |          |          |          |        |
| Maddie Bowman       | Half-pipe femmes |               |               |               |               |          |          |          |        |
| Annalisa Drew       | Half-pipe femmes |               |               |               |               |          |          |          |        |
| Brita Sigourney     | Half-pipe femmes |               |               |               |               |          |          |          |        |
| Angeli Vanlaanen    | Half-pipe femmes |               |               |               |               |          |          |          |        |

| Athlète     | Épreuves         | Qualification | Qualification | Qualification | Qualification | Finale   | Finale   | Finale   | Finale |
| Athlète     | Épreuves         | Course 1      | Course 2      | Meilleur      | Rang          | Course 1 | Course 2 | Meilleur | Rang   |
| ----------- | ---------------- | ------------- | ------------- | ------------- | ------------- | -------- | -------- | -------- | ------ |
| John Teller | Ski cross hommes |               |               |               |               |          |          |          |        |

| Athlète          | Épreuves          | Qualification | Qualification | Qualification | Qualification | Finale   | Finale   | Finale   | Finale |
| Athlète          | Épreuves          | Course 1      | Course 2      | Meilleur      | Rang          | Course 1 | Course 2 | Meilleur | Rang   |
| ---------------- | ----------------- | ------------- | ------------- | ------------- | ------------- | -------- | -------- | -------- | ------ |
| Bobby Brown      | Slopestyle hommes |               |               |               |               |          |          |          |        |
| Joss Christensen | Slopestyle hommes |               |               |               |               |          |          |          |        |
| Nick Goepper     | Slopestyle hommes |               |               |               |               |          |          |          |        |
| Gus Kenworthy    | Slopestyle hommes |               |               |               |               |          |          |          |        |
| Keri Herman      | Slopestyle femmes |               |               |               |               |          |          |          |        |
| Julia Krass      | Slopestyle femmes |               |               |               |               |          |          |          |        |
| Devin Logan      | Slopestyle femmes |               |               |               |               |          |          |          |        |
| Maggie Voisin    | Slopestyle femmes |               |               |               |               |          |          |          |        |